# Tales of Magic and Mystery
Tales of Magic and Mystery fue una revista pulp estadounidense especializada en weird fiction y artículos sobre magia que publicó cinco números, con periodicidad mensual, de diciembre de 1927 a abril de 1928. Su editor fue Walter Gibson y publicaba una mezcla de ficción y artículos sobre magia. En la actualidad se la recuerda principalmente por haber publicado un relato de H. P. Lovecraft.

## Historia editorial
Tales of Magic and Mystery fue publicada por Personal Arts, empresa propiedad de International Correspondence Schools (ICS). En 1926 ICS había tenido éxito con The Secrets of the Ages, un libro pseudomístico de Robert Collier; Bill Kofoed y Walter Gibson les propusieron una revista para atraer al mismo público al que estaba dirigido este libro, y Haddon Press, también propiedad de ICS, les proporcionó una estimación de costes que parecía muy positiva. Kofoed comprobó las cifras y se convenció de que eran correctas, y la revista se lanzó en diciembre de ese año con Gibson como editor.
Entre los autores publicados en la revista figuraban H. P. Lovecraft, con su relato breve «Aire frío» (Cool Air, escrito en 1926 y publicado en 1928), y Frank Owen, con tres relatos: «The Yellow Pool», «The Black Well of Wadi» y «The Lure of the Shrivelled Hand». También se incluyó un relato de Miriam Allen deFord, «Ghostly Hands», aunque más tarde se supo que se había publicado sin permiso ni remuneración. Gibson señaló posteriormente que Kofoed había conseguido algunas de las obras publicadas a partir de relatos enviados a Brief Stories, revista de la que Kofoed era editor; el historiador de la ciencia ficción Mike Ashley cree que Gibson podría no haber sido plenamente consciente de cómo se habían obtenido las obras y que es posible que otros trabajos publicados tampoco fueran pagados.
En la actualidad la revista es extremadamente rara y se ha convertido en un objeto de coleccionismo por su relación con H. P. Lovecraft. La mayor parte de los relatos breves de Lovecraft aparecieron en Weird Tales, y es posible que enviara artículos a Tales of Magic and Mystery debido a su interés por Harry Houdini —para quien había escrito un relato un par de años antes, y Gibson era amigo de Houdini—. Además de ficción, la revista publicaba artículos sobre magia, todos ellos escritos por Gibson, algunos bajo seudónimo. Entre los artículos publicados se incluyen uno sobre cómo atrapar balas (ilustrado por Earle K. Bergey), otro sobre gente misteriosa y una serie sobre Houdini. En general, la revista se centraba más en la magia que en la ficción y las historias elegidas eran de fácil lectura. En los años anteriores a la Segunda Guerra Mundial, Weird Tales dominó el género de la ficción ocultista; Tales of Magic y Mystery and Ghost Stories fueron las dos únicas revistas que intentaron rivalizar con Weird Tales en los años anteriores a 1931, cuando apareció Strange Tales.
Después de la publicación del quinto número, se hizo evidente que la razón por la que las estimaciones de costes habían parecido tan buenas era que Haddon Press había olvidado incluir el coste del papel y la revista estaba perdiendo dinero rápidamente, por lo que Tales of Magic and Mystery fue cancelada inmediatamente. Es posible que algunos de los manuscritos que se encontraban en el inventario en el momento del cierre de la revista se publicaran en True Strange Stories, otra revista de corta vida que Gibson editó al año siguiente.

## Detalles editoriales
| | Ene | Feb | Mar | Abr | May | Jun | Jul | Ago | Sep | Oct | Nov | Dic |
| --- | --- | --- | --- | --- | --- | --- | --- | --- | --- | --- | --- | --- |
| 1927 |     |     |     |     |     |     |     |     |     |     |     | 1/1 |
| 1928 | 1/2 | 1/3 | 1/4 | 1/5 |     |     |     |     |     |     |     |     |
| Números publicados de Tales of Magic and Mystery, en formato volumen/número. Walter Gibson fue editor en todos los números. |     |     |     |     |     |     |     |     |     |     |     |     |

Walter B. Gibson fue el editor de los cinco números publicados de Tales of Magic and Mystery, que se mantuvo en formato pulp engrapado durante toda su tirada. Su precio era de 25 centavos y cada número tenía 64 páginas.
En 2004 Wildside Press publicó una edición facsímil del número de febrero de 1928, y en 2013 Adventure House publicó un facsímil del número de marzo de 1928.